# Prien, Louisiana
Prien, Louisiana (енгл. Prien) насељено је место без административног статуса у америчкој савезној држави Луизијана.

## Демографија
По попису из 2010. године број становника је 7.810, што је 595 (8,2%) становника више него 2000. године.
| Група             | 2000.         | 2010.         |
| Белци             | 6.453 (89,4%) | 6.571 (84,1%) |
| Афроамериканци    | 452 (6,3%)    | 581 (7,4%)    |
| Азијати           | 61 (0,8%)     | 261 (3,3%)    |
| Хиспаноамериканци | 130 (1,8%)    | 169 (2,2%)    |
| Укупно            | 7.215         | 7.810         |